# Rubén Wolkowyski
Rubén Oscar Wolkowyski (* 30. September 1973 in Juan José Castelli, Provinz Chaco) ist ein ehemaliger polnisch-argentinischer Basketballspieler. Wolkowyski gehörte der „Generación Dorada“ genannten argentinischen Nationalmannschaft an, die bei den Olympischen Spielen 2004 in Athen die Goldmedaille gewann. Zusammen mit Pepe Sánchez war Wolkowyski im Jahr 2000 der erste argentinische Basketballspieler in der US-amerikanischen Profiliga NBA. Nach einer kurzen Karriere dort spielte Wolkowyski neben seinem Heimatland auch in Russland, Spanien, Griechenland, Italien und Polen, dessen Staatsbürgerschaft der von Polen abstammende Spieler während seiner europäischen Karriere zusätzlich annahm. Ab 2008 spielte Wolkowyski wieder in Argentinien.

## Karriere
Nachdem Wolkowyski bereits bei der Junioren-Weltmeisterschaft 1991 in Edmonton eine Bronzemedaille gewonnen hatte, rückte er ab 1993 auch in die argentinische Herren-Nationalmannschaft auf, mit der er bei der Basketball-Weltmeisterschaft 1994 und den Olympischen Spielen 1996 jeweils den neunten Platz belegte. Nachdem er zunächst vier Jahre lang für den CA Quilmes aus Mar del Plata in der höchsten argentinischen Spielklasse Liga Nacional de Básquetbol (LNB) gespielt hatte, wechselte er 1997 zum Meister Boca Juniors in die Hauptstadt Buenos Aires. Boca Juniors verlor jedoch den Titel 1998 gegen AD Atenas um seinen Nationalmannschaftskameraden Fabricio Oberto. Bei der WM 1998 erreichte Argentinien das Viertelfinale, in dem man gegen den späteren Weltmeister Bundesrepublik Jugoslawien verlor und nach weiteren Niederlagen in der Platzierungsrunde den achten Platz belegte. Nachdem auch 1999 kein Titel mit Boca Juniors gelungen war, wechselte er für die Saison 1999/2000 zu Estudiantes aus Olavarría, mit denen er erstmals die argentinische Meisterschaft gewann und als „Spieler der regulären Saison“ sowie als MVP der Finalserie ausgezeichnet wurde.
Zur Saison 2000/01 bekam Wolkowyski einen zweijährigen Vertrag bei den Seattle SuperSonics in der am höchsten dotierten, US-amerikanischen Profiliga NBA. Zusammen mit Pepe Sánchez, der nach vierjähriger Spielzeit am College in der NCAA einen Vertrag erhielt, war Wolkowyski damit der erste argentinische Spieler in der NBA. In der NBA-Saison 2000/01 wurde Wolkowyski jedoch nur in 34 von 82 Saisonspielen mit einer Spielzeit von weniger als durchschnittlich zehn Minuten pro Spiel eingesetzt. Beim Torneo de las Américas 2001 in Neuquén konnte die argentinische Auswahl vor heimischem Publikum erstmals den Titel gewinnen, nachdem Wolkowyski mit der Auswahl bereits in den 1990er Jahren bei diesem Turnier eine Bronze- und Silbermedaille gewonnen hatte. Das recht dominante Auftreten des ungeschlagenen Gastgebers Argentinien galt später als Geburtsstunde der „Generación Dorada“, die sich drei Jahre nach diesem Turniersieg mit dem Olympiasieg krönten. Turnier-MVP und Italien-Profi Manu Ginóbili startete ein Jahr später eine ungleich erfolgreichere NBA-Karriere als Wolkowyski, der zu Beginn der NBA-Saison 2001/02 im Kader der Dallas Mavericks stand, aber nicht eingesetzt wurde. Ende November 2001 verließ Wolkowyski die Mavericks und spielte in der argentinischen Heimat zunächst wieder für den CA Quilmes, bevor er im Januar 2002 zu ZSKA Moskau nach Russland wechselte. Nachdem ZSKA bei der erstmaligen Teilnahme am ULEB-Wettbewerb Euroleague in der Zwischenrunde der 16 besten Mannschaften gescheitert war, konnte man sich auch in der russischen Meisterschaft den Titel nicht zurückholen und schied bereits im Play-off-Viertelfinale aus.
Bei der WM 2002 in Indianapolis blieb Argentinien bis zum Finale ohne Niederlage und schlug unter anderem den diesmal zwar wieder mit NBA-Profis antretenden, aber ziemlich uninspiriert auftretenden Gastgeber Vereinigte Staaten sowie im Halbfinale Deutschland um Dirk Nowitzki. Erst im Endspiel musste man sich nach Verlängerung Titelverteidiger Jugoslawien geschlagen geben. Zu Beginn der NBA-Saison 2002/03 versuchte sich Wolkowyski erneut in der US-amerikanischen Profiliga bei den Boston Celtics, die ihn nach sieben weiteren Einsätzen im Februar 2003 aus seinem Vertrag entließen. Den Rest der Spielzeit spielte Wolkowyski in der spanischen Liga ACB für den baskischen Klub Taugrés aus Vitoria-Gasteiz, wo er zusammen mit seinen Landsleuten Pablo Prigioni, Andrés Nocioni und Luis Scola spielte. In der spanischen Meisterschaft verlor die sechstplatzierte Mannschaft im Play-off-Viertelfinale knapp in fünf Spielen gegen Unicaja Málaga. Nachdem die argentinische Auswahl vier Jahre zuvor auf dem dritten Platz des Torneo de las Américas 1999 die Teilnahme an den Olympischen Spielen verpasst hatte, als nur zwei Auswahlmannschaften der FIBA Amerika sich für das olympische Basketballturnier qualifizieren konnten, erreichte man nach der deutlichen Finalniederlage gegen die Vereinigten Staaten beim Torneo de las Américas 2003 sicher die Teilnahme an den Olympischen Spielen 2004. In der ULEB Euroleague 2003/04 reichte es für Wolkowyski mit seinem neuen Verein Olympiakos aus Piräus nur zu einem einzigen Sieg in sechs Spielen der Zwischenrunde, während man in der höchsten griechischen Spielklasse A1 Ethniki auf dem achten Platz gleich in der ersten Play-off-Runde gegen den Erzrivalen und Titelverteidiger Panathinaikos Athen ausschied.
Beim olympischen Basketballturnier 2004 in Athen verlor die argentinische Auswahl zwar in der Vorrunde zwei Spiele, doch im Viertelfinale gewann man gegen Gastgeber Griechenland. Im Halbfinale bezwang man mit 89:81 auch das „Redeem-Team“, wie die um Wiedergutmachung für die enttäuschende Heim-Weltmeisterschaft vor zwei Jahren bemühte Auswahl der Vereinigten Staaten um Kapitän Tim Duncan genannt wurde. Im Finale reichte es zum Olympiasieg, der mit einem sicheren 15-Punkte-Vorsprung gegen Italien errungen wurde, gegen die man in der Vorrunde noch mit einem Punkt Unterschied unterlegen war. Wolkowyski stand im argentinischen Frontcourt bereits etwas im Schatten seiner Mannschaftskameraden Fabricio Oberto und Luis Scola, zeigte aber im Endspiel mit 13 Punkten in 30 Minuten seine wohl stärkste Turnierleistung. Nach dem Olympiasieg unterschrieb Wolkowyski erneut einen Vertrag in Russland beim Klub aus Chimki in der Oblast Moskau. Nach einem dritten Platz in der FIBA Europe League 2004/05 traf man im Halbfinale des nun FIBA EuroCup 2005/06 genannten Wettbewerbs erneut auf den Titelverteidiger und nationalen Konkurrenten BK Spartak Sankt Petersburg. Hier konnte man sich für die Halbfinalniederlage ein Jahr zuvor revanchieren, verlor aber das Endspiel deutlich gegen Joventut de Badalona. In der russischen Meisterschaft erreichte man 2006 erstmals die Finalserie, die gegen den in Russland wieder dominierenden Serienmeister ZSKA Moskau verloren ging. Bei der WM 2006 war Wolkowyski noch einmal im Aufgebot der Nationalmannschaft vertreten, doch der Olympiasieger verlor, nachdem man zuvor ungeschlagen geblieben war, gegen den späteren Weltmeister Spanien im Halbfinale mit einem Punkt Unterschied. Im Spiel um die Bronzemedaille verloren die Argentinier gegen die USA mit 15 Punkten Unterschied. Mit BK Chimki reichte es in der russischen Meisterschaft 2007 nach dem Ausscheiden in der Halbfinalserie zum dritten Platz.
Während seiner Zeit in Russland hatte Wolkowyski, dessen aus Warschau stammender polnischer Großvater nach Südamerika ausgewandert war, auch die polnische Staatsbürgerschaft erlangt, da er mit dem europäischen Pass nach der Bosman-Entscheidung unter weniger strikte Ausländerbeschränkungen in den Spielklassen der FIBA Europa fiel. Zur Saison 2007/08 wurde Wolkowyski vom polnischen Serienmeister Prokom Trefl aus Sopot verpflichtet. Doch dieses Engagement endete bereits nach knapp sechs Wochen in der Saison Mitte November 2007. Wolkowyski unterschrieb daraufhin einen Vertrag beim italienischen Erstligisten Legea Basket aus Scafati in Kampanien. In der Lega Basket Serie A erreichte er zehn Saisonsiege in 34 Spielen mit der Mannschaft, die nach einem Abzug von sieben Punkten jedoch chancenlos auf den Klassenerhalt war und als Tabellenletzter nach zwei Jahren Erstklassigkeit wieder abstieg. Anschließend kehrte der knapp 35-jährige Wolkowyski nach Südamerika zurück, wo er mit dem Club Biguà aus Montevideo dessen Titel in der uruguayischen Meisterschaft 2009 verteidigen konnte. Darauf anschließend spielte er die folgenden zwei Jahre in der argentinischen LNB für CD Libertad aus Sunchales, der 2010 im Play-off-Viertelfinale gegen Wolkowyskis ehemaligen Verein Boca Juniors und 2011 im Halbfinale gegen den späteren Titelgewinner CA Peñarol aus Mar del Plata im Titelkampf scheiterte. In der argentinischen Liga war der 37-jährige Wolkowyski immer noch zu überdurchschnittlichen Leistungen fähig; so erzielte er für CD Libertad im September 2010 45 Punkte und zwölf Rebounds beim 118:115-Sieg nach vierfacher Verlängerung gegen CA Obras Sanitarias. Mit Club La Unión aus Formosa reichte es in den folgenden beiden Jahren nicht zu vorderen Platzierungen, stattdessen konnte man 2013 nur knapp den Abstieg vermeiden. Der 40-jährige Wolkowyski ging aber selbst in die zweite Liga und spielte in seiner Heimatprovinz Chaco für CA Sarmiento de Resistencia. Diese spielten jedoch wenig erfolgreich im Torneo Nacional de Ascenso. Für die Saison 2014/15 kehrte Wolkowyski noch einmal in die LNB zum CA Quilmes nach Mar del Plata zurück, wo er einst seine professionelle Karriere in der höchsten Spielklasse begann. 2015 beendete er seine Laufbahn. Mit seinem Landsmann Wálter Herrmann wurde er in Spanien Leiter einer Basketballschule.